# Космовский, Иван Сергеевич
Иван Сергеевич Космовский (1895 год, дер. Никишино, Симбирская губерния — 15 июля 1919 года, хутор Парамоново, Уральская область) — советский партийный деятель, участник Гражданской войны, борец за установление Советской власти.

## Биография
Иван Космовский родился в 1895 году в деревне Никишино (Никитино) Симбирской губернии в крестьянской семье.
Образование получил в Симбирской чувашской школе. В 1913—1915 годах Космовский работал учителем начальной школы в деревне Матаки Шамкинской волости Буинского уезда Симбирской губернии, вёл большую воспитательную работу среди населения.
В 1915 году Космовский призван в армию, его полк направили на фронт, здесь он познакомился с идеей большевизма. После Октябрьской революции Космовский вернулся в родную деревню, вступил в активную борьбу за установление Советской власти. На волостном съезде крестьян в январе 1918 года Ивана Космовского избрали делегатом на Буинский уездный крестьянский съезд. На съезде разгорелась горячая борьба между сторонниками и противниками Советской власти. Большевики на съезде одержали полную победу. Состав уездного исполкома стал большевистским. Космовский стал членом исполкома и получил должность уездного комиссара финансов, заместителя председателя исполкома. Он организовал уездный военкомат, чрезвычайную уездную комиссию, отдел управления милиции. По инициативе и при активном участии Космовского при уездном совете была создана первая ячейка РКП(б).
В 1918 году Космовский — во главе борьбы по ликвидации контрреволюционных, кулацко-эсеровских выступлений в уезде, также он формирует отряды для Восточного фронта. Со своим Буинским отрядом активно участвовал в ликвидации мятежа Муравьёва в городе Симбирск.
В трудное для страны время Космовский организовал и возглавил партизанское движение в Буинском и Алатырском уездах, командовал батальоном красных войск на участке Алатырской группы войск, его батальон участвовал во взятии Буинска.
В 1918 году Космовский был избран председателем Буинского уездного комитета партии. По партийной мобилизации Иван Космовский направлен на Восточный фронт на борьбу с адмиралом Колчаком. В 1919 году назначен командиром 1-го Симбирского рабочего полка (439-го стрелкового полка) 49-й стрелковой дивизии. Полк под командованием Космовского сражался в составе южной группы войск бок о бок с дивизией Чапаева восточнее Уральска.
Погиб в бою под хутором Парамоново Уральской области (ныне не существует, место находится на территории Республики Казахстан) 15 июля 1919 года. Похоронен в братской могиле бойцов 1-го Симбирского полка в посёлке Рубежинский Оренбургской области. 

## Память
- Именем Ивана Космовского названы улицы в Буинске, Чувашские Ишли и Шемурше, где Космовскому поставлен памятник.
- В 1969 году в Буинске на здании бывшей земской аптеки, где в 1918 году размещалось общежитие коммунаров — членов «Северной коммуны», установлена мемориальная доска с надписью: «Здесь в 1918 г. жил Иван Сергеевич Космовский — организатор партийных ячеек большевиков в Буинском уезде. Погиб в 1919 г.»[5].
- В Татарстане, на территории нынешнего Буинского района (Старошаймурзинское сельское поселение), до 1963 года  существовал населённый пункт Космовский[6].

## Сведения о награде
В литературе встречается ошибочная информация о том, что И. С. Космовский был награждён орденом Боевого Красного Знамени.